# Inhibitor al pompei de protoni
 Inhibitorii pompei de protoni (IPP) reprezintă o clasă de medicamente a căror acțiune principală este diminuarea producerii de acid gastric. În cadrul acestei clase, nu există dovezi referitoare la eficacitatea relativă a fiecărui reprezentat față de restul.
Inhibitorii pompei de protoni sunt cei mai potenți agenți de reducere a secreției gastrice, depășind ca și utilizare în prezent medicamentele din clasa antagoniștilor receptorilor H2. De asemenea, sunt printre cele mai comercializate medicamente la nivel mondial, iar omeprazolul se află pe lista OMS a medicamentelor esențiale.

## Reprezentanți
Cele mai comune exemple de inhibitori ai pompei de protoni sunt: omeprazolul, esomeprazolul, pantoprazolul, rabeprazolul, lansoprazolul și dexlansoprazolul.

## Utilizări medicale
Această clasă de medicamente este utilizată în tratamentul multor afecțiuni, precum:
- Dispepsie[5][6]
- Ulcer gastroduodenal[7]
- Terapia de eradicare a infecției cu Helicobacter pylori, în asociere cu antibioterapie corespunzătoare[8]
- Boală de reflux gastro-esofagian (BRGE)[9]
- Esofagită eozinofilică[10]
- Gastrită și ulcer induse de stres (profilaxtie) la pacienții aflați în terapie intensivă[11]

## Farmacologie

### Mecanism de acțiune

Mecanismul de activare al IPP-urilor

Inhibitorii pompei de protoni acționează prin blocarea ireversibilă a sistemului enzimatic al pompei de protoni, denumit și hidrogen/potasiu-ATPaza (H+/K+ ATPaza) de la nivelul celulelor parietale gastrice. Această pompă reprezintă ultima etapă în secreția de acid gastric, fiind deci responsabilă de secreția ionilor de hidrogen H+ la nivel gastric. Datorită acestui fapt și al inhibării ireversibile, această clasă de medicamente este mult mai eficientă decât antagoniștii H2 în reducerea secreției acide gastrice.
Compușii ca atare sunt promedicamente care necesită activare. Așadar, ei se absorb în circulația sistemică, iar apoi se secretă în canaliculele secretoare din celulele parietale. În mediul acid de la acest nivel compușii sunt activați la un intermediar reactiv de tip sulfenamidă, și se leagă ireversibil de resturile de cisteină prin legături covalente disulfidice. Pentru o se relua secreția acidă, este necesară sinteza de noi pompe de protoni, iar până atunci secreția acidă va fi scăzută.